# Astroblème de Neugrund
L’astroblème de Neugrund, d'un diamètre de 8 km se trouve au large des côtes de l’Estonie. Des blocs de brèche à gneiss retrouvés sur l'île voisine d'Osmussaar, pourraient être des vestiges de l'impact.
On a rattaché,, le cratère sous-marin de Neugrund à la pluie de météores de l'Ordovicien, il y a 470 Ma : un hypothétique astéroïde se serait détaché d'une orbite en résonance avec Jupiter, pour intercepter la trajectoire de la Terre. Mais cette théorie séduisante est en cours de révision puisque des recherches récentes   placent l'âge de l'impact au Cambrien.